# Tikonata

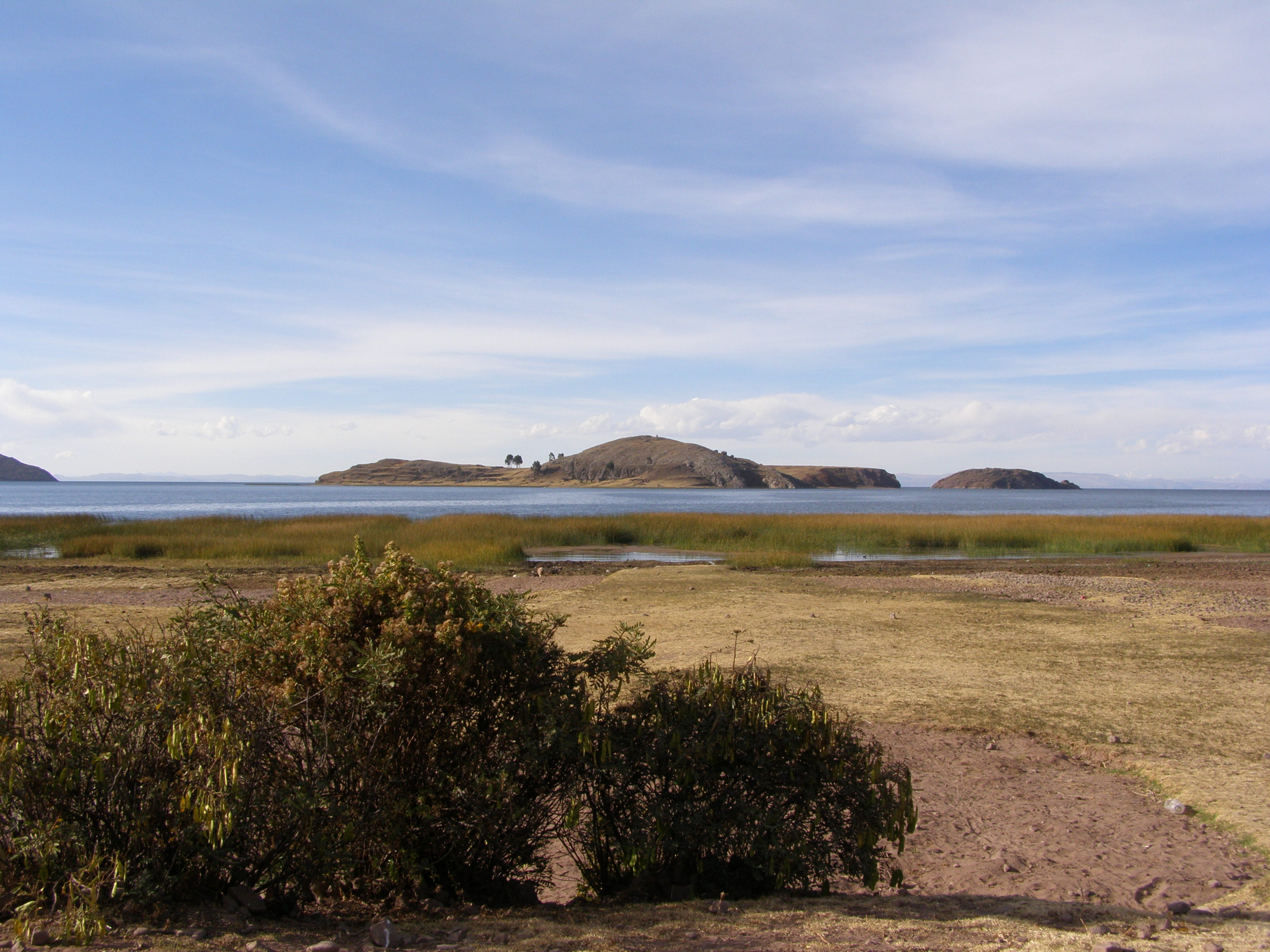
Het eiland Tikonata gezien vanaf Ccotos

Tikonata, officieel Isla Ticonata,  is een klein eiland in het Titicacameer. Het hoort bij de boerengemeenschap Ccotos dat op het schiereiland (en distrito) Capachica ligt.
Rond 2005 zijn de bewoners van Ccotos actief geworden op het gebied van het toerisme. Het is mogelijk om in de lodges op het eiland te logeren.